# Martina Colombari
Martina Colombari (Riccione, 10 de julio de 1975) es una actriz, presentadora y modelo italiana.

## Biografía
Colombari nació el 10 de julio de 1975 en Riccione, al norte de Italia.
En octubre de 1991, a los 16 años, Colombari ganó el certamen de belleza Miss Italia, convirtiéndose en la ganadora más joven del concurso hasta ese entonces. Más tarde se desempeñó como presentadora en varios programas de televisión italianos, entre los que destacan Un disco per l'estate, Vota la voce, Super, Goleada y Controcampo.  Interpretó el papel principal en la película Quello che le ragazze non dicono (2000) de Carlo Vanzina y apareció en otros largometrajes como Paparazzi (1998) y She (2001), dirigidas por Neri Parenti y Timothy Bond, respectivamente. También tuvo un papel recurrente en la serie de televisión Carabinieri.
Colombari ha aparecido en las portadas de numerosas revistas, incluyendo las ediciones italianas de Cosmopolitan (en mayo de 1997) y GQ (en diciembre de 2000), y en las revistas italianas Max (en julio de 1999, abril de 2003 y octubre de 2008), Diva (2007), Intimità (2007) y Confidenze (2008).
En 2011, Colombari publicó una autobiografía titulada La vita è una.

### Plano personal
En 2004, Colombari se casó con el futbolista Alessandro Costacurta, emblema del club A.C. Milan. La pareja tiene un hijo, Achilles.